# علي رضا الركابي
علي رضا باشا الركابي (1868 - 25 أيار 1942)، سياسي سوري من دمشق، كان ضابطاً في الجيش العثماني وشكل أول حكومة في سورية بعد استقلالها عن الدولة العثمانية، ثم أصبح رئيساً للوزراء في إمارة شرق الأردن. رشح نفسه لانتخابات رئاسة الاتحاد السوري الفيدرالي عام 1923 ولأول انتخابات رئاسية في الجمهورية السورية عام 1932. ولكن الحظ لم يحالفه فاعتزل العمل السّياسي وعاش في دمشق حتى وفاته عام 1942.

## البداية
ولِد علي رضا الركابي في دمشق لأُسرة دمشقية كبيرة وعريقة، عَمل أبنائها بالتجارة. دَرس في المدرسة الرشيدية بدمشق ثم في الكلية العسكرية في إسطنبول. وفور تخرجه منها التحق بالجيش العثماني وعُين قائداً عسكرياً ومحافظاً على مدينة القدس ثم على المدينة المنورة، ونُقل بعدها إلى بغداد ومن ثمّ إلى البصرة، قبل اندلاع الحرب العالمية الأولى عام 1914.
كان معارضاً لقرار دخول الحرب، وقالها صراحة أمام كبار الضباط العثمانيين من جمعية الاتحاد والترقي، مطالباً بحياد الجيش العثماني في معارك أوروبا. اعتبروه من الانهزاميين والجبناء، فأصدروا أمراً بتسريحه وإحالته إلى التقاعد المُبكر، عِلماً أنه لم يكن قد تجاوز السادسة والأربعين من العمر. عندما عاد الركابي إلى دمشق أراد جمال باشا الاستفادة من عِلمه وخبرته، فقام بتعيينه رئيساً لبلدية دمشق عام 1915.

## حاكماً عسكرياً على مدينة دمشق
عشية سقوط دمشق بيد الحلفاء في 26 أيلول 1918، أمر قائد الثورة العربية الكبرى الشريف حسين بن علي بتسليم المدينة لرضا الركابي، الذي كُلف برفع علم الثورة العربية فوق دار الحكومة وسط ساحة المرجة. ولكن أحد الأعيان سبقه إلى ذلك، وهو الأمير محمّد سعيد الجزائري، الذي استغل الفوضى العارمة التي عصفت بدمشق ونصّب نفسه حاكماً على المدينة، دون أي تفويض لا من الشريف حسين أو من حلفائه الإنكليز الداعمين للثورة العربية. فور دخول الضابط البريطاني توماس لورنس إلى دمشق، قام بعزل الأمير الجزائري وبتعين رضا الركابي بدلاً عنه. أولى قرارات الركابي كانت اعتقال الأمير محمّد سعيد ونَصب المشانق وسط ساحة المرجة، لإرهاب اللصوص والمرتزقة اللذين قاموا باستباحة الأحياء والمتاجر عشية انسحاب الجيش العثماني.

## حاكماً عسكرياً على سورية
بايع رضا الركابي الأمير فيصل بن الحسين حاكماً عربياً على دمشق في 3 تشرين الأول 1918، وقام الأخير بتعينه رئيساً لمجلس حكم جديد مؤلف من ثلاثة نواب سابقين في مجلس المبعوثان، هم الأمير عادل أرسلان وبديع مؤيد العظم وفارس الخوري، ومتصرف اللاذقية الأسبق عطا الأيوبي، والضابط العراقي ياسين باشا الهاشمي. حكم هذا المجلس سورية من تشرين الأول 1918 وحتى آب 1919، وخلال هذه الفترة تم تحرير مدينة حلب بشكل كامل من الحكم العثماني، ولكن الساحل السوري وقع تحت احتلال الجيش الفرنسي الذي نزل فيه بعد أيام قليلة من تولي الركابي مهامه في دمشق. بعيداً عن أعين الناس وبسريّة مطلقة، قدم الركابي دعماً عسكرياً ولوجستياً لكل زعماء الثورات المسلحة التي انطلقت ضد الفرنسيين في عهده، في الشمال والساحل وأنطاكيا.
كانت ثقة الأمير فيصل كبيرة جداً بالفريق رضا الركابي، منذ أن قابله لأول مرة خلال زيارته الأولى لدمشق عام 1915. يومها رُتب اجتماع بينهما في منزل الوجيه عطا الله البكري، وانتسب كل من فيصل والركابي إلى الجمعية العربية الفتاة، التي كانت تعمل في السر على اسقاط الحكم العثماني في الولايات العربية. وبعد الحرب، أعاد فيصل ترتيب اللجنة المركزية للجمعية، بعد ضمّ الركابي إلى صفوفها الأمامية، مع كلّ من الدكتور أحمد قدري، وهو من مؤسسي الفتاة، ونسيب البكري، نجل عطا الله البكري الذي كان صلة الوصل بين فيصل والركابي خلال سنوات الحرب.

## منجزات الركابي
أبرز انجازات رضا الركابي كانت في تعريب كافة مؤسسات الدولة السورية، وإعادة فتح معهد الطب في منطقة البرامكة يوم 23 كانون الثاني 1919، بعد تكليف الطبيب رضا سعيد برئاسته. وفي 25 أيلول 1919، أشرف رضا الركابي على إعادة فتح معهد الحقوق، وعيّن القانوني الفلسطيني عبد اللطيف صلاح عميداً له. كما أسس الركابي صحيفة يومية ناطقة باسم الحكومة سميت جريدة العاصمة، وعَين المفكر الإسلامي محبّ الدين الخطيب رئيساً لتحريرها. وأخيراً أمر بإلغاء كافة الألقاب العثمانية داخل مؤسسات الدولة السورية، واسقاط لقب «الباشا» الذي كان يتمتع به منذ ان كان ضابطاً في الجيش العثماني.

## ترتيب البيت الداخلي
اختار رضا الركابي أحد أستاذة الحقوق المرموقين، شاكر الحنبلي، ليكون مدير الرسائل في مكتبه (وهو المنصب الذي بات يُعرف لاحقاً بالأمين العام لرئاسة مجلس الوزراء) وعين الوجيه الحمصي علاء الدين الدروبي مديراً على ولاية دمشق (والذي خلفه في رئاسة الحكومة عام 1920). كما عَيّن الضابط الدمشقي شكري باشا الأيوبي حاكماً عسكرياً على مدينة بيروت وعند اعتراض الفرنسيين على ذلك، نقله حاكماً على حلب، واختار الوجيه الشاب رؤوف الأيوبي، خريج المعهد الملكي في اسطنبول، ليكون حاكماً على لواء الكرك، الذي ضمّ معظم مناطق شرق الأردن.
وصل وفد من أعضاء مجلس الشورى، الذي شُكل على عجل في فترة الأمير سعيد الجزائري الانتقالية، لمقابلة الركابي في السراي الكبير بساحة المرجة. عندما طلب منه أحد الأعضاء قرار تعينه حاكماً عسكرياً، للتأكد من شرعيته، صاح الركابي في وجهه قائلاً: «ألم تر عينك أني قرّة عيون المجاهدين والجيوش الحليفة الظافرة؟ قل لي أولاً، ما هي صفتك التي تخولك هذا الطلب؟» أجاب الرجل أنه عضو في مجلس الشورى، فقاطعه الركابي بالقول: «أنا الحاكم العسكري بأمر من القائد العام، وسأنظر في مهام مجلس الشورى.» في اليوم التالي، أمر بحلّ المجلس وبتشكيل مجلس جديد برئاسة عبد القادر مؤيد العظم وعضوية كل من أمين فتوى دمشق عبد المحسن الاسطواني، وفارس الخوري ممثلاً عن دمشق، وصفوة قسطاكي ممثلاً عن حمص،  وأسعد حيدر ممثلاً عن بعلبك، ونسيب الأطرش ممثلاً عن جبل الدروز، وجورج رزق الله ممثلاً عن بيروت، وأمين حشيمة، ممثلاً عن البقاع.

## علاقة الركابي بالأقليات
جال الركابي على كافة المدن السورية للاستماع إلى مطالب الأهالي وأبدى تعاطفاً ملحوظاً مع أبناء الطائفة الأرمنية المقيمين في دمشق وحلب والهاربين من مجازر الأتراك في زمن الحرب. فقد أصدر قراراً بإعفائهم من الضرائب وبإعادة جدولة ديونهم للدولة، نظراً لظروفهم الاقتصادية الخاصة.
كما نزل إلى حارة اليهود في دمشق القديمة، للاستماع إلى مطالب الخاخام يعقوب الدانون، وسمى أحد أبناء الطائفة اليهودية عضواً في مجلس بلدية دمشق، الذي ضمّ اثني عشر شخصاً، عشرة من المسلمين واثنان من المسيحيين (واحد من الطائفة الأورثوذوكسية وثاني من الكاثوليكية).

## رئيساً لحكومة المديرين 1919-1920
في 4 أب 1919، كُلف رضا الركابي بتأسيس حكومة مديرين مؤلفة من ستة مدراء، ثلاثة منهم كانوا مسيحيين وهم مدير العدلية القاضي إسكندر عمون (من دير القمر) ومدير المالية سعيد شقير (من الشويفات) ومدير الأمن العام جبرائيل حداد (من طرابلس الشام). أما بقية الحقائب، فقد ذهبت مديرية للمعارف للمؤرخ والفيلسوف ساطع الحصري والداخلية للزعيم الدرزي رشيد طليع، وقام بتعين ياسين باشا الهاشمي مديراً لمجلس الشورى العسكري. اختلف الركابي مع الأمير فيصل، بسبب موقفه المهادن للضباط البريطانيين المحيطين به، وقبوله بقاء قواتهم العسكرية بعدة مواقع، منها رياق وبعلبك وشتورا وحوران والكرك. ووجه لهم نقداً لاذعاً من داخل مبنى النادي العربي، حيث كان يُعقد المؤتمر السوري العام، وتحدث خلاله الركابي عن إتفاقية سايكس بيكو الموقعة بين الحكومتين الفرنسية والبريطانية خلال الحرب، واصفاً إياها بأنها «مجحفة بحقوق البلاد ومخالفة لوعود الحلفاء.» وفي نفس الخطاب، أعلن الركابي عن استقالته من رئاسة الحكومة يوم 22 تشرين الثاني 1919، أي بعد ثلاثة أشهر فقط من تأليفها.

## رئيساً للحكومة السورية من أذار وحتى أيار 1920
في 8 أذار 1920، أعلن المؤتمر السوري العام عن استقلال سورية التام بحدودها الطبيعية وقام بتتويج فيصل ملكاً على البلاد، في تحد واضح لكافة المشاريع البريطانية والفرنسية في الشرق الأوسط. أثلج هذا الكلام صدر رضا الركابي، الذي كان حاضراً حفل التتويج في دار البلدية، فقبل دعوة الملك فيصل العدول عن الاستقالة، وقام بتشكيل حكومة جديدة يوم 9 أذار 1920. اختار النائب الأسبق في مجلس المبعوثان رضا الصلح (والد رئيس وزراء لبنان رياض الصلح) وزيراً للداخلية، والوجيه المقدسي سعيد الحسيني وزيراً للخارجية، وحاكم حلب العسكري عبد الحميد باشا القلطقجي وزيراً للحربية. كما طلب من صديقه القديم فارس الخوري تولي حقيبة المالية، وأبقى على ساطع الحصري في وزارة المعارف، وكلّف القاضي يوسف الحكيم، بوزارة التجارة والأشغال والنافعة، وفي وزارة العدلية محمد جلال الدين زهدي.
ولكن هذه الوزارة لم تدم طويلاً، بسبب تهديدات الفرنسيين وزحفهم تجاه مدينة دمشق لاحتلالها بالكامل، تنفيذاً لإتفاقية سايكس بيكو. كان موقف الركابي صارماً في رفضه لأي مواجهة عسكرية مع فرنسا، خوفاً على الجيش السوري من الهلاك. وقال مراراً لفيصل أن هذا الجيش غير قادر على مواجهة الفرنسيين، وأنه سيُسحق لو فعل، بسبب تفوقهم عليه عسكرياً وتنظيمياً. كما رفض مقترح تسليح الأهالي وتشكيل مقاومة شعبية ضد فرنسا، قائلاً: «إن اتباع هذه الخطة سيؤدي إلى الفشل. ليس لدينا سلاح يزيد عن حاجة الجيش فلا نستطيع التفريط به لتسليح العصابات.»
وبناء على هذا الموقف قدم استقالته مجدداً للملك يوم 3 أيار 1920، وتم تعين رئيس المؤتمر السوري هاشم الأتاسي خلفاً له ليقود حكومة حرب ومواجهة عسكرية.
في مذكراته، وصف القاضي يوسف الحكيم مرحله رضا الركابي قائلاً: «كان الحاكم العسكري الفريق رضا الركابي قائماً بكل ما يتطلبه مركزه الخطير وقد أجمعت الكلمة على حزمه وعلمه ونزاهته وحسن إدارته وأشادت إلى ذلك الصحف الوطنية والأجنبية على حد سواء.»

## رئيساً لوزراء الأردن
ثبتت صحة مخاوف رضا الركابي، فقد هُزم الجيش السوري في مواجهة الفرنسيين، وتم خلع الملك فيصل عن عرش الشام بعد معركة ميسلون في 24 تموز 1920. رحل الركابي عن دمشق بعد صدور قرار فرنسي باعتقاله، وذهب أولاً إلى مصر ومن ثم إلى الحجاز ليضع نفسه تحت تصرف الشريف حسين بن علي مجدداً، الذي كلّفه بالذهاب إلى عمّان لمساعدة ابنه الشريف عبد الله بن الحسين في تأسيس إمارة شرق الأردن.
كانت علاقة الركابي بالأمير عبد الله جيدة، تعود إلى أيام الثورة العربية الكبرى. استفاد الأمير من خبرة الركابي وفي 10 أذار 1922، عينه رئيساً للوزراء، بعد استقالة مظهر رسلان، أحد أعيان مدينة حمص المقيمين في الأردن. عَمل رضا الركابي على وضع قوانين الدولة الأردنية الحديثة، ولاسيما في نطاق الأنظمة المالية والجهاز الإداري. وفي 3 تشرين الأول 1922 دعاه الأمير عبد الله إلى مرافقته في رحلة إلى لندن، لعقد معاهدة بين الأردن وبريطانيا. في عمّان اصطدم الركابي مع ضابط الاستخبارات البريطاني جون فيلبي، المقرب جداً من الأمير عبد الله، فقدم استقالته وعاد إلى دمشق في نيسان 1923، بعد صدور عفو عام في سورية.

## رئيساً لحزب الأمة الملكي
من دمشق أسس الركابي حزباً سياسياً يدعى حزب الأمة الملكي، هدفه استعادة العرش الهاشمي وإعادة تتويج فيصل بن الحسين ملكاً على سورية. ضم الحزب عدد من رجالات فيصل القدامى، مثل عارف باشا الإدلبي، أحد أركان الثورة العربية الكبرى.

## انتخابات الاتحاد السوري الفيدرالي
وفي عام 1923، رشح رضا الركابي نفسه لرئاسة الاتحاد السوري الفيدرالي، الذي ضمّ دويلات دمشق وحلب واللاذقية، وخاض معركة انتخابية ضد صبحي بركات وحقي العظم، حاكم دولة دمشق. نظراً لمواقفه القومية المعروفة وقربه من الملك فيصل، حرضت حكومة الانتداب ضده، كما حرض ضده خصمه حقي العظم المحسوب على التيار الموالي لفرنسا، خوفاً من شعبيته في الأوساط السياسية والتجارية الدمشقية. خسر الركابي المعركة وعلق بغضب: «سيدفعون ثمناً بالدم لتعاملهم معي بهذه الطريقة! أنا لن أنسى ولن أغفر أبداً.»

## انتخابات رئاسة الجمهورية عام 1932
في 11 كانون الثاني 1930، وصل إلى دمشق الملك علي بن الحسين، نجل الشريف حسين والشقيق الأكبر للملك فيصل. تباحث مع رضا الركابي في كيفية استنهاض المشروع الهاشمي في سورية، وما يحتاج له هذا المشروع من دعم مالي وسياسي. بعدها بعامين، قدم الركابي ترشيحه لأول انتخابات رئاسية في سورية في حزيران 1932، مرشحاً عن حزب الأمة الملكي ومدعوماً من قبل الأسرة الهاشمية الحاكمة في كل من بغداد وعمّان. خاض معركة انتخابية داخل المجلس النيابي السوري، ضد هاشم الأتاسي، المرشح من قبل الكتلة الوطنية، والشيخ تاج الدين الحسني، ممثلاً عن التيار المحسوب على فرنسا، وخصومه في الانتخابات الماضية حقي العظم وصبحي بركات، إضافة للمرشح المستقل محمّد علي العابد، سفير الدولة العثمانية الأسبق في واشنطن. خسر الركابي الانتخابات مجدداً واعتزل بعدها العمل السياسي بشكل كامل، بعد مباركة فوز خصمه محمّد علي العابد برئاسة الجمهورية السورية.  

## الوفاة
أصيب رضا الركابي بجلطة أدت إلى شلل مُزمن في نهاية حياته وتوفي في دمشق عن عمر ناهز 74 عاماً يوم 25 أيار 1942. وقد أشتهر من بعده نجله أكرم الركابي، الذي تولى الأمانة العامة لوزارة الزراعة السورية في مطلع عهد الاستقلال.

## كتب عنه
صدر كتاب علي الركابي ودوره السياسي في إمارة شرق الأردن

## وصلات خارجية
- علي رضا الركابي من الموقع الرسمي لرئاسة الوزراء (الأردن)

| سبقه مظهر رسلان | رؤساء وزراء الأردن 1922- 23 | تبعه مظهر رسلان |